# Czarny Kierz
Czarny Kierz (deutsch Blumenau) ist ein Dorf in der polnischen Woiwodschaft Ermland-Masuren. Es gehört zur Gmina Kiwity (Landgemeinde Kiwitten) im Powiat Lidzbarski (Kreis Heilsberg).
|  |

## Geographische Lage
Czarny Kierz liegt im nördlichen Westen der Woiwodschaft Ermland-Masuren, acht Kilometer südöstlich der Kreisstadt Lidzbark Warmiński (deutsch Heilsberg).

## Geschichte
Das Dorf Blumenau kam 1874 als eine Landgemeinde zum neu errichteten Amtsbezirk Wernegitten (polnisch Kłębowo) im ostpreußischen Kreis Heilsberg, Regierungsbezirk Königsberg.
Im Jahre 1910 waren in Blumenau 457 Einwohner gemeldet. Ihre Zahl belief sich im Jahre 1933 auf 404 und im Jahre 1939 auf 366.
Nachdem 1945 in Kriegsfolge das gesamte südliche Ostpreußen an Polen gefallen war, erhielt Blumenau im Jahre 1946 die polnische Namensform „Czarny Kierz“. Heute ist das Dorf eine Ortschaft im Verbund der Gmina Kiwity (Landgemeinde Kiwitten) im Powiat Lidzbarski (Kreis Heilsberg), von 1975 bis 1998 der Woiwodschaft Olsztyn, seither der Woiwodschaft Ermland-Masuren zugehörig. Im Jahre 2021 zählte Czarny Kierz 115 Einwohner.

## Religion

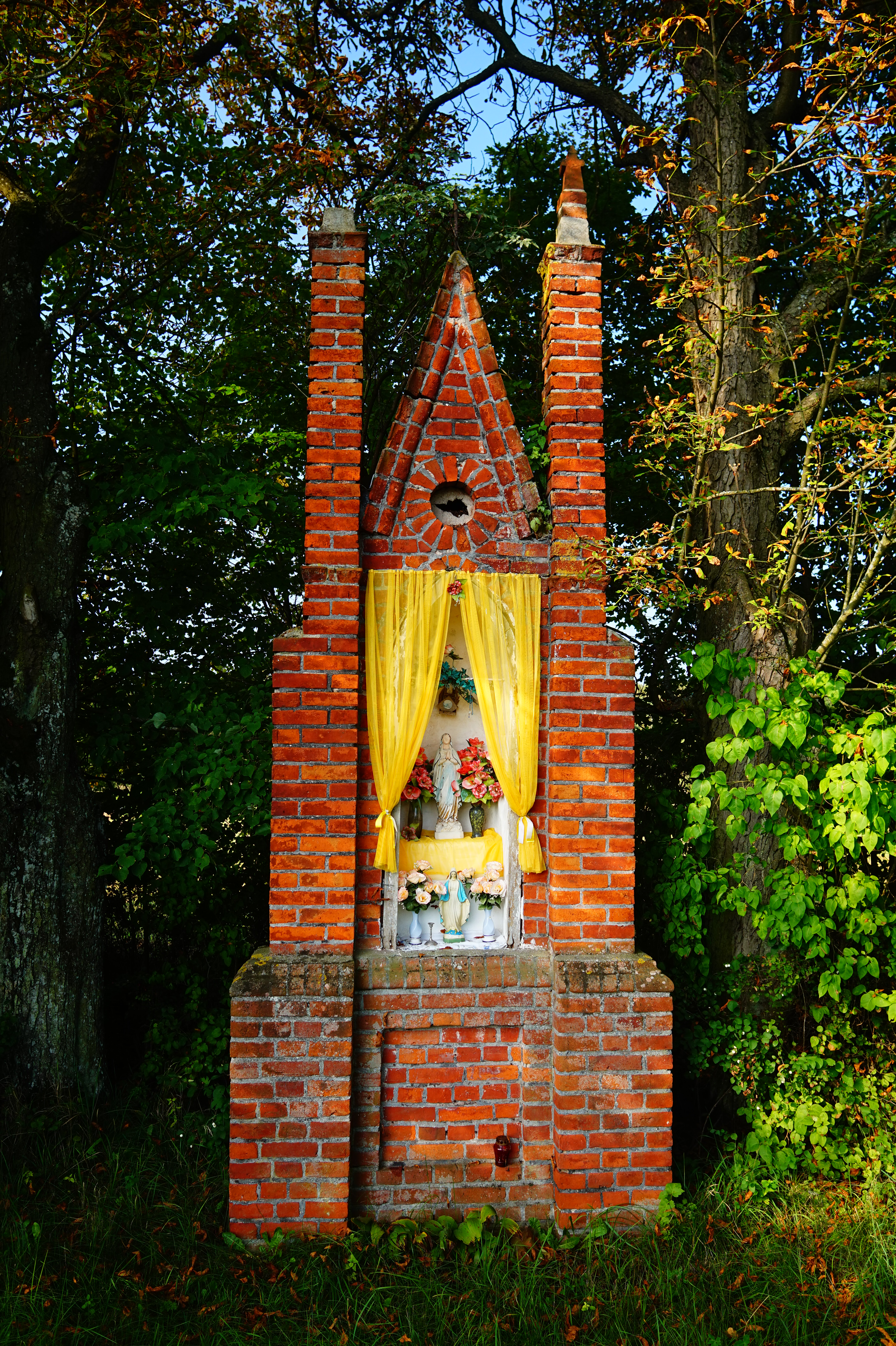
Bildstock in Czarny Kierz

Czarny Kierz gehört heute – wie Blumenau bereits vor 1945 – zur römisch-katholischen Pfarrei in Kłębowo (Wernegitten), die jetzt dem Dekanat Lidzbark Warmiński (Heilsberg) im Erzbistum Ermland zugeordnet ist.
Bis 1945 war Blumenau außerdem in die evangelische Kirche Heilsberg in der Kirchenprovinz Ostpreußen der Kirche der Altpreußischen Union eingegliedert. Heute gehört Czarny Kierz zur Diözese Masuren der Evangelisch-Augsburgischen Kirche in Polen.

## Verkehr
Czarny Kierz liegt an einer Nebenstraße, die östlich der Stadt Lidzbark Warmiński von der Woiwodschaftsstraße 513 abzweigt und über Świętnik (Heiligenfelde) bis nach Tolniki Wielkie (Tollnigk) führt. Eine vom Nachbarort Konity (Konitten) kommende Straße endet in Czarny Kierz.
Von 1901 bis 1996 war „Blumenau (Kreis Heilsberg)“ resp. Czarny Kierz Bahnstation. Sie lag an der zuletzt von der Polnischen Staatsbahn (PKP) befahrenen Bahnstrecke Czerwonka–Kornewo, die bis 1945 von Niedersee über Rothfließ und Heilsberg bis nach Zinten (heute russisch Kornewo) und Königsberg (Preußen) (Kaliningrad) verlief. Die Strecke wurde 1996 geschlossen, und die Anlagen sind heute demontiert.